# Manuel Sanhueza Cruz
Manuel Augusto Sanhueza Cruz (Concepción, 9 de julio de 1925 - Concepción, 31 de enero de 2000) fue un abogado, profesor universitario y político chileno. Ministro de Justicia durante el gobierno de Salvador Allende.

## Biografía
Nace en Concepción en 1925, fruto del matrimonio de Alberto Sanhueza Castellón y María Filomena Cruz Larenas. En 1944 ingresa a estudiar leyes en la Universidad de Concepción, donde obtuvo su título de abogado en 1950. Se desempeñó como profesor y director subrogante en la Escuela de Derecho de la misma casa de estudios.
Fue militante del Partido Radical hasta 1971, cuando se unió al Movimiento de Izquierda Radical, el que con el tiempo se transformó en el Partido Izquierda Radical (PIR). Fue designado por el presidente Salvador Allende como ministro de Justicia, cargo que asumió en 28 de enero de 1972. Abandonó sus funciones el 6 de abril de ese mismo año, cuando el PIR se separó de la Unidad Popular.
Opositor de la dictadura militar, se dedicó a la defensa de presos políticos perseguidos por la Dictadura de Augusto Pinochet. Fue cofundador y presidente del llamado "Grupo de los 24". En 1980 fue exonerado de la Universidad de Concepción. Fundó en 1985 el movimiento Intransigencia Democrática. Colaboró con la fundación del Partido por la Democracia (PPD).
Nombrado como Embajador de Chile en Hungría por el presidente Patricio Aylwin en 1990.
Falleció en el mes de enero de 2000.